# Pudūr (ort i Indien, Thoothukkudi)
Pudūr är en ort i Indien.   Den ligger i distriktet Thoothukkudi och delstaten Tamil Nadu, i den södra delen av landet, 2 200 km söder om huvudstaden New Delhi. Pudūr ligger 57 meter över havet och antalet invånare är 8 281.
Terrängen runt Pudūr är platt, och sluttar söderut. Runt Pudūr är det ganska tätbefolkat, med 149 invånare per kvadratkilometer. Närmaste större samhälle är Vilattikulam, 18,0 km söder om Pudūr. Trakten runt Pudūr består till största delen av jordbruksmark.